# JLS

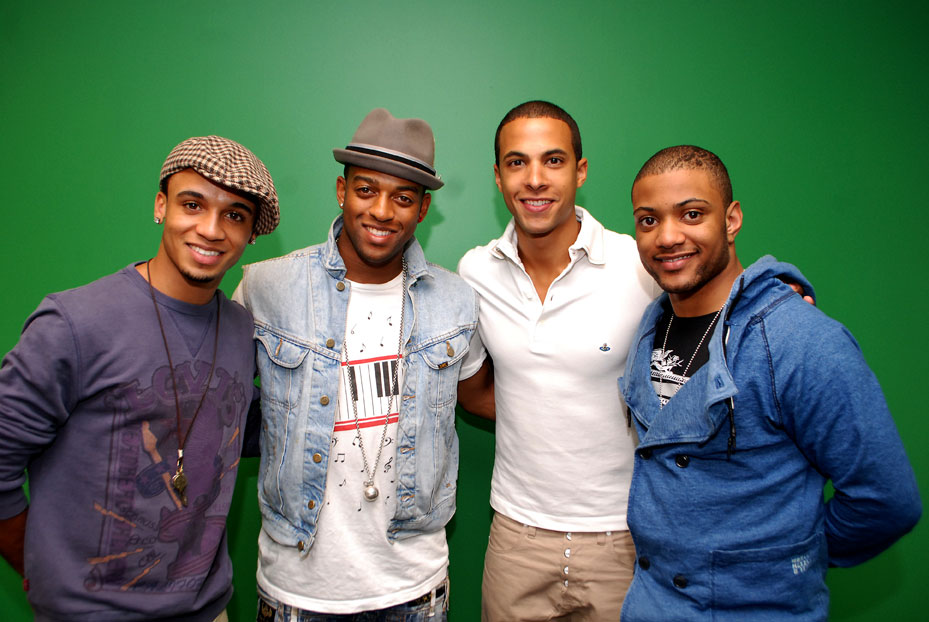
JLS (2010)

JLS (für Jack the Lad Swing) ist eine vierköpfige britische R&B/Pop-Band. 

## Bandgeschichte
Entstanden ist die Band, als sich Oritsé Williams, der zuvor schon verschiedene Anläufe im Musikgeschäft unternommen hatte, nach seiner Schulzeit auf die Suche nach anderen Sängern machte. Er lernte Marvin Humes kennen, der bereits 2004/05 mit der R&B-Band VS erfolgreich gewesen war. Der wiederum kannte Aston Merrygold und zusammen gründeten die Band UFO (Unique-Famous-Outrageous). Gemeinsam wollten sie bei der Castingshow The X Factor antreten. Bei der Bewerbung lernten sie Jonathan Gill kennen, der ebenfalls antreten wollte und sich dann der Band anschloss.
Im Jahr 2007 gewannen sie bei den Urban Music Awards die Auszeichnung für den besten Interpreten ohne Plattenvertrag. Im Jahr darauf waren sie dann umbenannt in JLS Teilnehmer bei The X Factor. Nach wechselhaftem Verlauf, bei dem sie nur knapp als Vorletzte die siebte Runde überstanden, steigerten sie sich gegen Ende und wurden schließlich im Dezember 2008 hinter Alexandra Burke Zweite.
Danach wurden sie von Epic unter Vertrag genommen und gingen unter anderem mit Lemar auf Tour. Ihre Debütsingle Beat Again erschien am 13. Juli 2009.
2013 gaben sie ihre Auflösung bekannt. Im November 2013 wurde Billion Lights als letzte Single der Band veröffentlicht, außerdem erschien ein Greatest-Hits-Album.
2021 kam es zu einem Kuriosum in den britischen Charts. Am 4. März wurden JLS mit dem Song Time auf Platz 57 gelistet. In Wirklichkeit hatte Spotify auf seiner JLS-Seite einen Rapsong von Switch & J9 falsch abgelegt und die Aufrufe der neugierigen Fans reichten aus, das Lied in die Charts zu bringen.

## Bandmitglieder
- Oritsé Williams (* 27. November 1986)
- Marvin Humes (* 18. März 1985)
- Aston Merrygold (* 13. Februar 1988)
- Jonathan Benjamin Gill (* 7. Dezember 1986)

## Diskografie

### Alben
| Jahr | Titel                       | Höchstplatzierung, Gesamtwochen, AuszeichnungChartsChartplatzierungen (Jahr, Titel, Platzierungen, Wochen, Auszeichnungen, Anmerkungen) | Anmerkungen                             |
| Jahr | Titel                       | UK | Anmerkungen                             |
| ---- | --------------------------- | --- | --------------------------------------- |
| 2009 | JLS                         | UK1 ×5Fünffachplatin · (70 Wo.)UK | Erstveröffentlichung: 9. November 2009  |
| 2010 | Outta This World            | UK2 ×2Doppelplatin · (31 Wo.)UK | Erstveröffentlichung: 19. November 2010 |
| 2011 | Jukebox                     | UK2 Platin · (22 Wo.)UK | Erstveröffentlichung: 14. November 2011 |
| 2012 | Evolution                   | UK3 Gold · (10 Wo.)UK | Erstveröffentlichung: 5. November 2012  |
| 2013 | Goodbye – The Greatest Hits | UK6 Gold · (10 Wo.)UK | Erstveröffentlichung: 18. November 2013 |
| 2021 | 2.0                         | UK4 (3 Wo.)UK | Erstveröffentlichung: 3. Dezember 2021  |

### Singles
| Jahr | Titel Album                               | Höchstplatzierung, Gesamtwochen, AuszeichnungChartsChartplatzierungen (Jahr, Titel, Album, Platzierungen, Wochen, Auszeichnungen, Anmerkungen) | Anmerkungen                                               |
| Jahr | Titel Album                               | UK | Anmerkungen                                               |
| ---- | ----------------------------------------- | --- | --------------------------------------------------------- |
| 2008 | Hero –                                    | UK1 ×2Doppelplatin · (13 Wo.)UK | X Factor Finalisten                                       |
| 2009 | Beat Again JLS                            | UK1 Platin · (33 Wo.)UK | Erstveröffentlichung: 13. Juli 2009                       |
| 2009 | Everybody in Love JLS                     | UK1 Platin · (19 Wo.)UK | Erstveröffentlichung: 2. November 2009                    |
| 2010 | One Shot JLS                              | UK6 Gold · (23 Wo.)UK | Erstveröffentlichung: 22. Februar 2010                    |
| 2010 | The Club Is Alive Outta This World        | UK1 Gold · (11 Wo.)UK | Erstveröffentlichung: 2. Juli 2010                        |
| 2010 | Love You More Outta This World            | UK1 Gold · (15 Wo.)UK | Erstveröffentlichung: 15. November 2010                   |
| 2011 | Eyes Wide Shut Outta This World           | UK8 Gold · (18 Wo.)UK | Erstveröffentlichung: 13. Februar 2011 feat. Tinie Tempah |
| 2011 | She Makes Me Wanna Jukebox                | UK1 Platin · (20 Wo.)UK | Erstveröffentlichung: 22. Juli 2011 feat. Dev             |
| 2011 | Take a Chance on Me Jukebox               | UK2 Silber · (9 Wo.)UK | Erstveröffentlichung: 4. November 2011                    |
| 2011 | Do You Feel What I Feel? Jukebox          | UK16 (12 Wo.)UK | Erstveröffentlichung: 30. Dezember 2011                   |
| 2011 | Wishing on a Star –                       | UK1 (4 Wo.)UK | mit X Factor Finalisten 2011 & One Direction              |
| 2012 | Proud Goodbye: The Greatest Hits          | UK6 (4 Wo.)UK | Erstveröffentlichung: 16. März 2012                       |
| 2012 | Hottest Girl in the World Evolution       | UK6 (5 Wo.)UK | Erstveröffentlichung: 21. Oktober 2012                    |
| 2013 | Billion Lights Goodbye: The Greatest Hits | UK19 (2 Wo.)UK | Erstveröffentlichung: 17. November 2013                   |
| 2021 | Eternal Love 2.0                          | UK71 (1 Wo.)UK | Erstveröffentlichung: 3. September 2021                   |

Weitere Singles
- 2010: Everybody Hurts (nur Marvin Humes und Aston Merrygold als Mitglieder bei Helping Haiti)
- 2011: International
- 2012: Hold Me Down / Give Me Life

### Videoalben
| Jahr | Titel                            | Höchstplatzierung, Gesamtwochen, AuszeichnungChartsChartplatzierungen (Jahr, Titel, Platzierungen, Wochen, Auszeichnungen, Anmerkungen) | Anmerkungen                             |
| Jahr | Titel                            | UK | Anmerkungen                             |
| ---- | -------------------------------- | --- | --------------------------------------- |
| 2013 | Goodbye – The Greatest Hits Tour | UK3 (15 Wo.)UK | Erstveröffentlichung: 18. November 2013 |

## Auszeichnungen für Musikverkäufe
| Goldene Schallplatte - Irland - 2011: für das Album Jukebox Platin-Schallplatte - Irland - 2010: für das Album Outta This World |

Anmerkung: Auszeichnungen in Ländern aus den Charttabellen bzw. Chartboxen sind in ebendiesen zu finden.
| Land/RegionAuszeichnungen für Musikverkäufe (Land/Region, Auszeichnungen, Verkäufe, Quellen) | Silber  | Gold     | Platin       | Verkäufe  | Quellen        |
| -------------------------------------------------------------------------------------------- | ------- | -------- | ------------ | --------- | -------------- |
| Irland (IRMA)                                                                                | —       | Gold1    | Platin1      | 22.500    | irishcharts.ie |
| Vereinigtes Königreich (BPI)                                                                 | Silber1 | 6× Gold6 | 13× Platin13 | 8.000.000 | bpi.co.uk      |
| Insgesamt                                                                                    | Silber1 | 7× Gold7 | 14× Platin14 |           |                |